# Traumstation
Traumstation ist das Debütalbum von Cosa Rosa. Es erschien im Jahr 1983 als Vinyl-LP bei CBS Records. Musikalisch wird das Album dem Genre Electronic, genauer dem Stil Synthiepop zugerechnet. Es wurde im Spliff-Studio in Berlin aufgenommen. Trotz dieses kleinen Erfolges mit den eigenen Songs und den ersten eigenen Platten arbeitete Rosemarie Precht weiterhin für Ulla Meinecke. Reinhold Heil war als Produzent für andere Kollegen sowie als Musiker von Spliff tätig.

## Titelliste
| Nr. | Titel                            | Autor(en)          | Länge |
| --- | -------------------------------- | ------------------ | ----- |
| 1   | Im freien Fall                   | R. Precht/R. Heil  | 4:25  |
| 2   | Fluch oder Fortschritt           | R. Heil            | 2:58  |
| 3   | Rosa auf Hawaii                  | R. Precht          | 3:19  |
| 4   | Her mit dem Kindergeld           | R. Precht/R. Pabst | 3:22  |
| 5   | Bebop Ex Machina                 | R. Heil            | 3:17  |
| 6   | Na komm schon                    | R. Heil/R. Precht  | 3:52  |
| 7   | Die Fantasie reicht bis zum Knie | R. Precht/R. Heil  | 4:13  |
| 8   | Alligator                        | R. Heil            | 3:22  |
| 9   | Die Frau ist'n Kerl              | R. Precht          | 3:42  |
| 10  | Traumstation                     | R. Heil            | 3:59  |

## Besetzung
Musiker
- Rosa Precht: Gesang, Chor, Keyboards, Programmierung Drumcomputer, Toningenieurin
- Reinhold Heil: Gesang, Chor, Keyboards, Programmierung Drumcomputer und Sequenzer, Simmonsdrums, Toningenieur

- Udo Arndt, Imre Sereg : Toningenieure

Gastmusiker
- Wilson de Oliveira: Saxofon auf Die Frau ist'n Kerl
- Nena Kerner: „how neat“ auf Alligator

Artwork
- Hüllengestaltung: Jim Rakete, Roman Stolz[6]
- Fotos: Jim Rakete[6]

## Rezeption
Reinhold Heil und Rosa Precht versuchten lange, Prechts Kompositionen in Arrangements für konventionelle Instrumente zu übertragen. Zunächst unzufrieden fanden die beiden nach einigem Experimentieren eine Lösung in der Form, dass sie die Lieder nur mit Synthesizern und Rhythmusmaschinen einspielten. Im Ergebnis entstand Traumstation dann im Jahre 1983 als Debütalbum von Cosa Rosa.
Sowohl Traumstation als auch die daraus ausgekoppelten Singles Im freien Fall und Rosa auf Hawaii begeisterten Musikhörer und Journalisten gleichermaßen. Zum Erfolg äußerte sich Reinhold Heil in einem Interview mit Christian Reder im September 2006 dorthingehend, dass es zuerst einfache SFB-produzierte Musikvideos für Im freien Fall und Fahrstuhl gegeben habe. Als CBS dann Rosa auf Hawaii auskoppelte, folgte ein weiteres Video auf Formel Eins, damals die einzige Sendung im Deutschen Fernsehen, die diese bundesweit ausstrahlte. Das Video, so Heil, sei „extrem albern“ gewesen.